# Western swing
Le western swing est un style de musique populaire qui a évolué dans les années 1920 dans le Sud-Ouest américain. Essentiellement une excroissance du jazz, consistant en une combinaison éclectique de musiques rurales, de cow-boy, polka, et la musique folk, de jazz Nouvelle-Orléans ou Dixieland, blues et jazz mélangé avec un « swing » et joué par un orchestre à cordes souvent complétée par des tambours, saxophones, pianos, et notamment la steel guitar. Plus tard on retrouve également inclus des harmoniques bebop. Les similitudes entre western swing et jazz manouche sont souvent notées.

## Artistes historiques

### Groupes et figures de proue
- Bob Wills and The Texas Playboys
- Spade Cooley and His Orchestra
- Hank Thompson and His Brazos Valley Boys
- Jimmy Heap and the Melody Masters
- Bill Boyd and the Cowboy Ramblers
- Doug Bine and his Dixie Ramblers
- The Flinthill Boys
- The Fort Worth Doughboys
- Pee Wee King and His Golden West Cowboys
- W. Lee O'Daniel and his Hillbilly Boys
- The Light Crust Doughboys
- « Texas » Jim Lewis and His Lone Star Cowboys
- Ole Rasmussen and his Nebraska Cornhuskers
- Milton Brown and his Musical Brownies
- Jimmie Revard and his Oklahoma Playboys
- Herb Goddard and his Oklahoma Wanderers
- Deuce Spriggens and His Orchestra
- The Port Arthur Jubileers (Jimmie Hart & His Merrymakers)
- Dude Martin and His Roundup Gang
- Bill Haley and the Saddlemen (later - Bill Haley & His Comets)
- Adolph Hofner and his San Antonians
- Adolph Hofner & His Texans
- The Southernaires
- The Southern Melody Boys
- The Texas Swingsters
- Cliff Bruner and The Texas Wanderers
- Al Dexter and His Troopers
- Ocie Stockard and the Wanderers
- The Tune Wranglers
- T.J. "Red" Arnall and His Western Aces
- W.A. "Bill" "Slumber" Nichols and His Western Aces
- Tex Williams and the Western Caravan
- Billy Gray and His Western Okies
- Dave Stogner and The Western Rythmnaires
- The Washboard Wonders
- Smokey Wood and the Wood Chips
- The Maddox Brothers & Sister Rose
- Uncle John Wills and His Lone Star Rangers

### Chanteurs et musiciens
- Carolina Cotton[1]
- Tommy Duncan[2]
- Leon McAuliffe[3]
- Ike Everly
- Buddy Jones
- Kennedy Jones
- Tex Ritter
- Billie « Tiny » Moore
- Merle Travis
- Moon Mullican
- Hank Penny
- Mose Rager
- Herb Remington
- Earl "Joaquin" Murphey
- Noel Boggs
- Floyd Tillman
- Speedy West
- Kitty Williamson (« Texas Rose »)[4]

## Artistes contemporains

### Groupes et figures de proue
- Asleep at the Wheel
- John England & the Western Swingers[5]
- The Bebop Cowboys[6]
- Big Sandy & His Fly-Rite Boys[7]
- Commander Cody and His Lost Planet Airmen
- Dan del Santo and his Professors of Pleasure
- Dan Hicks and His Hot Licks[8]
- The Dancehall Racketeers[9]
- The Ditty Bops
- Don Walser and the Pure Texas Band
- The Dusty Chaps (band)
- The Hot Club of Cowtown
- The Jazzabillies[10]
- The Lone Star Swing Band[11]
- Merle Haggard & the Strangers
- Pokey LaFarge and the South City Three
- The Quebe Sisters Band
- Red Brown & the Tune Stranglers[12]
- The Red Dirt Rangers[13]
- The Red Stick Ramblers[14]
- Shorty & The Mustangs[15]
- Stretch Dawrson and the Mending Hearts[16]
- Ted Scanlon & The Desperados
- The Time Jumpers
- Tom Morrell & The Timewarp Tophands
- Wylie & The Wild West[17]
- Wild River Band[18]
- Wayne Hancock

### Chanteurs
- Ray Benson
- Willie Nelson
- Marty Robbins
- George Strait
- Dave Stuckey